# Rudolf Flögel
Rudolf „Rudi” Flögel (ur. 13 grudnia 1939 w Wiedeniu) – austriacki piłkarz grający na pozycji napastnika. W swojej karierze rozegrał 40 meczów i zdobył 6 bramek w reprezentacji Austrii. Jego syn Thomas także był piłkarzem i reprezentantem kraju.

## Kariera klubowa
Swoją karierę piłkarską Flögel rozpoczął w klubie Rapid Wiedeń. W 1958 roku awansował do pierwszego zespołu Rapidu i sezonie 1958/1959 zadebiutował w jego barwach w austriackiej Bundeslidze. W debiutanckim sezonie został wicemistrzem Austrii. W sezonie 1959/1960 stał się podstawowym zawodnikiem Rapidu i wtedy też wywalczył swój pierwszy w karierze tytuł mistrza Austrii. W sezonie 1960/1961 awansował z Rapidem do półfinału Pucharu Mistrzów oraz zdobył Puchar Austrii. Wraz z Rapidem jeszcze trzykrotnie zostawał mistrzem kraju w sezonach 1963/1964, 1966/1967 i 1967/1968 oraz dwukrotnie wicemistrzem w sezonach 1964/1965 i 1965/1966. Zdobył również jeszcze trzy krajowe puchary w latach 1968, 1969 i 1972. Od 1958 do 1972 rozegrał w barwach Rapidu 133 mecze, w których zdobył 145 bramek.
W 1972 roku Flögel odszedł do drugoligowego 1. Wiener Neustädter SC. Spędził w nim sezon. W 1973 roku został piłkarzem pierwszoligowego 1. Simmeringer SC. W 1974 roku zakończył w nim swoją karierę.
| Sezon   | Klub                    | Kraj    | Rozgrywki  | Mecze | Bramki |
| ------- | ----------------------- | ------- | ---------- | ----- | ------ |
| 1958/59 | Rapid Wiedeń            | Austria | Bundesliga | 10    | 3      |
| 1959/60 | Rapid Wiedeń            | Austria | Bundesliga | 24    | 14     |
| 1960/61 | Rapid Wiedeń            | Austria | Bundesliga | 23    | 17     |
| 1961/62 | Rapid Wiedeń            | Austria | Bundesliga | 26    | 12     |
| 1962/63 | Rapid Wiedeń            | Austria | Bundesliga | 25    | 17     |
| 1963/64 | Rapid Wiedeń            | Austria | Bundesliga | 25    | 18     |
| 1964/65 | Rapid Wiedeń            | Austria | Bundesliga | 25    | 5      |
| 1965/66 | Rapid Wiedeń            | Austria | Bundesliga | 24    | 12     |
| 1966/67 | Rapid Wiedeń            | Austria | Bundesliga | 24    | 10     |
| 1967/68 | Rapid Wiedeń            | Austria | Bundesliga | 25    | 8      |
| 1968/69 | Rapid Wiedeń            | Austria | Bundesliga | 18    | 8      |
| 1969/70 | Rapid Wiedeń            | Austria | Bundesliga | 28    | 2      |
| 1970/71 | Rapid Wiedeń            | Austria | Bundesliga | 29    | 12     |
| 1971/72 | Rapid Wiedeń            | Austria | Bundesliga | 26    | 7      |
| 1972/73 | 1. Wiener Neustädter SC | Austria | Erste Liga | 30    | 7      |
| 1973/74 | 1. Simmeringer SC       | Austria | Bundesliga | 32    | 7      |

## Kariera reprezentacyjna
W reprezentacji Austrii Flögel zadebiutował 29 maja 1960 roku w wygranym 4:1 towarzyskim meczu ze Szkocją, rozegranym w Wiedniu. W swojej karierze grał w eliminacjach do Euro 64, do MŚ 1966, do Euro 68 i do MŚ 1970. Od 1960 do 1969 roku rozegrał w reprezentacji 40 meczów, w których strzelił 6 goli.